# Karlstor (Heidelberg)

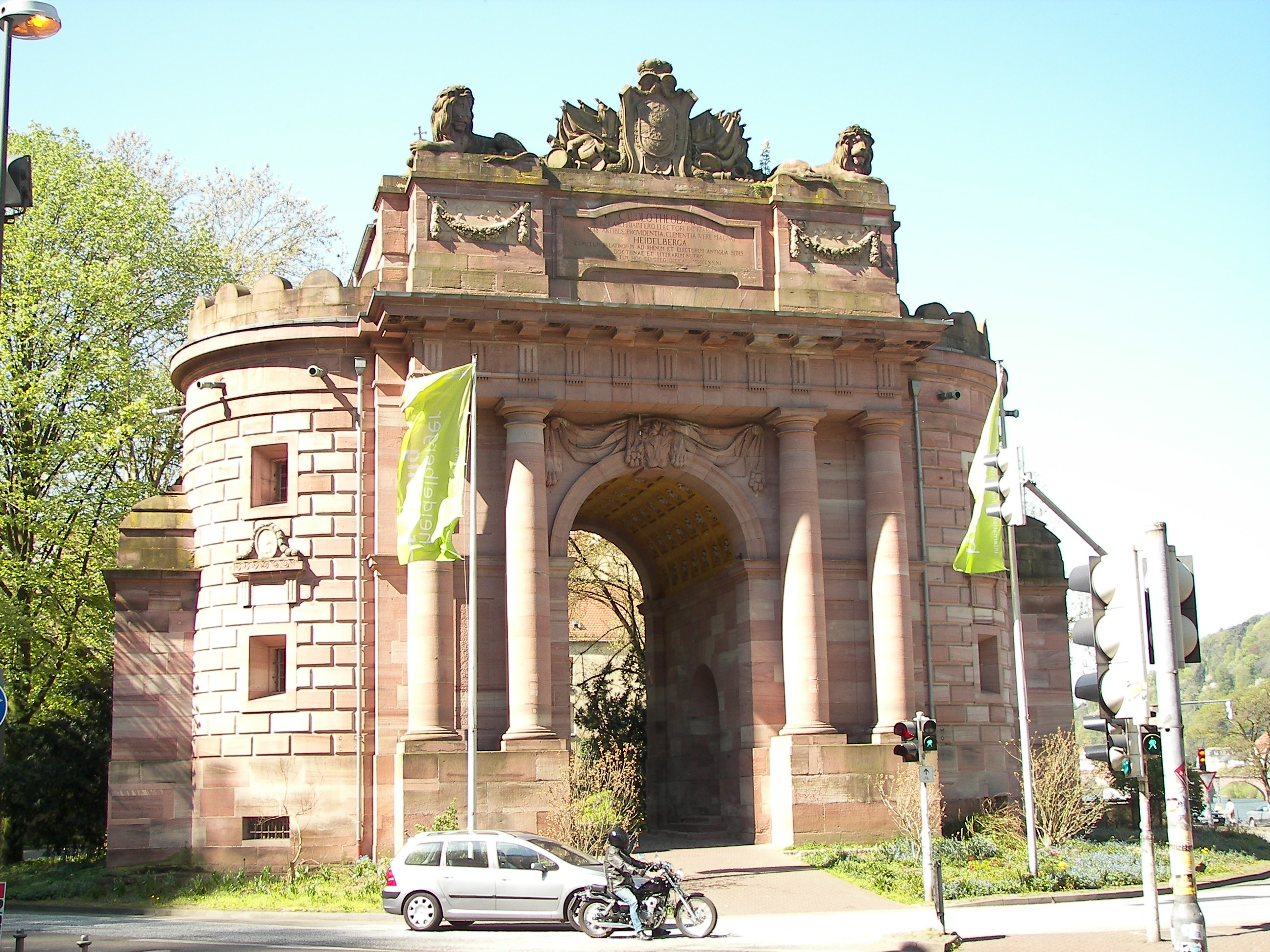
Ostseite des Karlstors (2007)

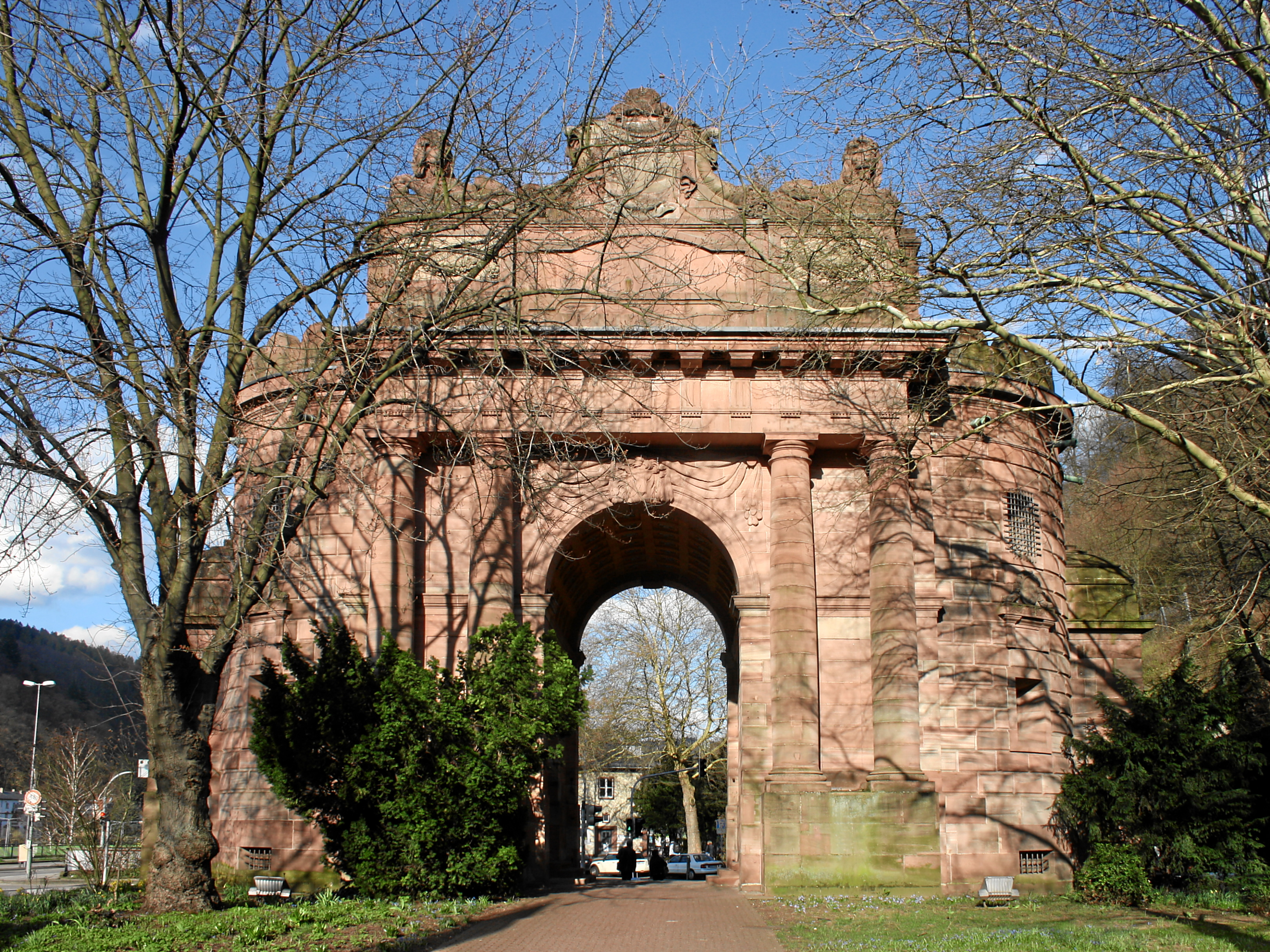
Westseite (Stadtseite) des Karlstors (2010)

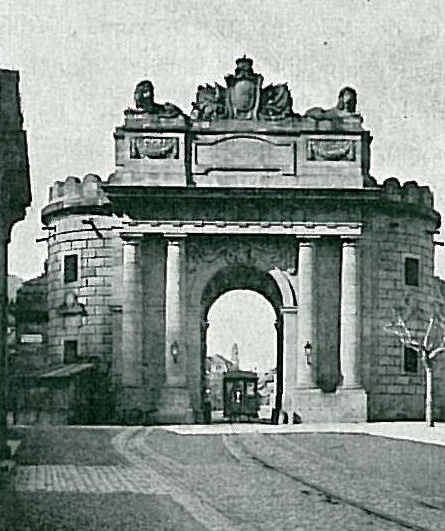
Karlstor im Jahr 1895

Das Karlstor (ⓘ) ist ein Triumphbogen in der Stadt Heidelberg. Es markiert seit 1781 das östliche Ende der Heidelberger Altstadt.

## Geschichte
Das Karlstor wurde in den Jahren 1775 bis 1781 in mehreren Etappen errichtet. Das Bauwerk ersetzte das Innere Obertor (Jakobspforte), das sich auf der Höhe des heutigen Hauses Hauptstraße 231 befand (vgl. die dortige Gedenktafel). Das Karlstor war ursprünglich als Dankesgeschenk der Bürger der Stadt Heidelberg an Kurfürst Karl Theodor gedacht. Allerdings beklagten die Heidelberger schon zu Bauzeiten die hohen Kosten.
Das Umfeld des Karlstors wurde im August 1985 umgestaltet. 1991 wurde das Karlstor für 620 000 Deutsche Mark renoviert.

## Architektur
Architekt Nicolas de Pigage gab dem Karlstor die Gestalt eines römischen  Triumphbogens. Die Außengestaltung mit den bildhauerischen Arbeiten wurden von Peter Simon Lamine durchgeführt. Auf der von der Innenstadt Heidelbergs abgewandten Ostseite des Tors befindet sich das Wappen des Kurfürsten. Es wird von zwei Löwen flankiert. Auf der Westseite befinden sich Porträts des Kurfürsten Karl Theodors sowie seiner Gemahlin.